# Каприо, Джузеппе
Джузеппе Каприо (итал. Giuseppe Caprio; 15 ноября 1914, Лапьо, Итальянское королевство — 15 октября 2005, Ватикан) — итальянский куриальный кардинал и ватиканский дипломат. Титулярный архиепископ Аполлонии Илирийской с 14 октября 1961 по 30 июня 1979. Апостольский интернунций в Китае с 20 мая 1959 по 24 декабря 1966. Апостольский про-нунций в Китае с 24 декабря 1966 по 22 августа 1967. Апостольский про-нунций в Индии с 22 августа 1967 по 19 апреля 1969. Секретарь Председатель Администрации церковного имущества Святого Престола с 19 апреля 1969 по 14 июня 1977. Заместитель Государственного секретаря Святого Престола по общим делам с 14 июня 1977 по 28 апреля 1979. Про-председатель Администрации церковного имущества Святого Престола с 28 апреля по 1 июля 1979. Председатель Председатель Администрации церковного имущества Святого Престола с 1 июля 1979 по 30 января 1981. Председатель Префектуры экономических дел Святого Престола с 10 января 1981 по 22 ноября 1990. Великий магистр Рыцарского Ордена Гроба Господня с 15 ноября 1988 по 16 декабря 1995. Кардинал-дьякон с титулярной диаконией Санта-Мария-Аусилиатриче-ин-виа-Тусколана с 30 июня 1979 по 22 июня 1987. Кардинал-протодьякон  с 22 июня 1987 по 26 ноября 1990. Кардинал-священник с титулом церкви Санта-Мария-делла-Виттория 26 ноября 1990.